# مافیای مکزیکی
مافیای مکزیکی (به اسپانیایی: Mafia Mexicana)، همچنین با نام La eMe (به اسپانیایی به معنای "M")، یک سازمان جنایی مکزیکی آمریکایی در ایالات متحده است. علیرغم نامش، مافیای مکزیکی از مکزیک سرچشمه نگرفته و یک گروه جنایتکار درون زندان کاملاً آمریکایی است. مقامات مجری قانون گزارش می‌دهند که مافیای مکزیکی مرگبارترین و قدرتمندترین باند در سیستم زندان کالیفرنیا است. مقامات دولتی بیان می‌کنند که در حال حاضر ۴۰۰ تا ۵۰۰ عضو رسمی مافیای مکزیکی و حدود ۱۰۰۰ تا ۵۰۰۰ شریک وجود دارد که این اعضای غیررسمی فعالیت‌های غیرقانونی را به امید پذیرفته شدن به عنوان عضو دائمی، انجام می‌دهند.

## فرهنگ
مجریان قانون معتقدند که La eMe در حال حاضر توسط یک رهبر واحد اداره نمی‌شود. بسیاری از اعضای مافیای مکزیکی صلاحیت صدور دستور قتل و نظارت بر فعالیت‌های مجرمانه مختلف را دارند. آنها تقریباً هزار همکار دارند که به اجرای دستورات کمک می‌کنند و همچنین بر روی باندهای دیگر از جمله سورنیو نظارت دارند. انتظار می‌رود اعضا در آزمون‌های وفاداری خود به La Eme شرکت کنند، که ممکن است شامل دزدی یا قتل باشد. مجازات برای امتناع از دستورات یا کوتاهی در انجام وظیفه محول شده اغلب مرگ است. طبق قانون اساسی این باند، در صورت ارتکاب هر یک از چهار تخلف بزرگ، ممکن است اعضای آن مجازات یا به قتل برسند. این قوانین شامل خبرچینی، همجنسگرایی، بزدل بودن و بی‌احترامی به دیگر اعضای گروه است. طبق سیاست باند، یک عضو مافیای مکزیکی را نمی‌توان بدون تأیید قبلی توسط رأی سه عضو به قتل رساند، اما قتل غیرعضوها نیازی به تأیید رسمی ندارد.
در اوایل دهه ۱۹۶۰ در زندان سن کوئنتین، لوئیس «هوئرو باف» فلورس و رودی «شاین» کادنا برای ایجاد مافیای مکزیکی سوگند خون برقرار کردند. قوانین قدیمی به اعضای مافیای مکزیک اجازه می‌داد که بعد از آزاد شدن از زندان به باندهای خیابانی خود برگردنداما قوانین جدید بیانگر این است که تنها راه برای خروج یکی از اعضای مافیای مکزیک این است که کشته شود. فلورس و کادنا نیز مجموعه ای از دستورات باند را ایجاد کردند. اینها شامل سیاست‌هایی مانند: عضو جدید باید توسط یک عضو موجود حمایت شود، تأیید متفق القول از همه اعضای موجود برای پیوستن (دیگر خط مشی نیست)، اولویت دادن به باند بر خانواده، انکار وجود مافیای مکزیکی برای اجرای قانون یا غیرعضو بودن، احترام به سایر اعضا و بخشش درگیری‌های خیابانی که قبل از حبس وجود داشت. اعدام یکی از اعضای باند به دلیل نقض سیاست‌های باند باید توسط عضو باندی انجام شود که از او حمایت کرده‌است. طبق قوانین این گروه هر عضو جدید با ریختن خون وارد گروه شده و با ریختن خونش از گروه خارج می‌شود.

### قوانین
قوانین رفتار عبارتند از:
1. اعضا نباید خبرچینی کنند.
2. اعضا نباید ترسو باشند
3. هیچ عضوی نمی‌تواند بدون تأیید مقامات بالاتر و رهبران، دستی بر عضو دیگر بلند کند.
4. یک عضو نباید نسبت به خانواده یکی از اعضا، از جمله رابطه جنسی با همسر یا دوست دختر عضو دیگر، بی‌احترامی کند.
5. یک عضو نباید از یک عضو دیگر دزدی کند.
6. یک عضو نباید همجنسگرا، مجرم جنسی، قاتل، کودک آزار یا متجاوز باشد
7. یک عضو نباید علیه یک عضو دیگر دسیسه کند یا باعث ایجاد اختلاف در سازمان شود.
8. عضویت مادام العمر است، تنها راه نجات، مرگ است.
9. اگر کسی به La eMe آسیب بزند، بدون هیچ استثنائی تلافی خواهد شد.
10. انتقام باید انجام شود، حتی اگر ماه‌ها، سال‌ها یا دهه‌ها طول بکشد.
11. اگر یکی از اعضای La eMe توسط شخص دیگری مانند پلیس یا باند جنایتکار دیگری آسیب ببیند یا کشته شود، انتقام باید فوری، و سریع، وحشیانه و مرگبار باشد.
12. کشتن یا حمله به کسی که گروه را ترک کرده‌است الزامی است
13. La eMe اول است. حتی قبل از خانواده، دین و خدای خودت.
14. یک عضو نباید در فعالیت‌های تجاری عضو دیگر دخالت کند.
15. یک عضو هرگز نباید به کودکان آسیب برساند.
16. یک عضو باید همیشه با خانواده یکی دیگر با احترام و مهربانی رفتار کند.
17. یک عضو باید از یک عضو دیگر در برابر آسیب محافظت کند.
18. یک عضو باید با عضو دیگر مانند یک برادر رفتار کند.

### متحدان و رقبا
مافیای مکزیکی سازمان کنترل‌کننده تقریباً همه باندهای اسپانیایی در کالیفرنیای جنوبی و برخی از باندهای مستقر در کالیفرنیای مرکزی و شمالی است که باندهای دست نشانده آنها Sureños نامیده می‌شوند. اعضای تقریباً تمام باندهای اسپانیایی زبان در کالیفرنیای جنوبی، تحت تهدید مرگ موظف به اجرای همه دستورهای اعضای مافیای مکزیکی هستند. مافیای مکزیکی همچنین با انجمن برادران آریایی اتحادی ضعیفی دارد که عمدتاً به دلیل رقبای مشترک آنها در سیستم زندان است.
رقبای اصلی مافیای مکزیکی Nuestra Familia هستند. مافیای مکزیکی همچنین رقیب باند دورن زندان، خانواده گوریل سیاه است که باند گوریل سیاه نیز همچنین با La Nuestra Familia یک اتحاد ضعیف دارد. Bloods و Crips دشمنان جدید مافیای مکزیک هستند. از سال ۲۰۱۰ تا ۲۰۱۱، مافیای مکزیکی و لوس زتاس درگیر جنگی خونین و وحشیانه علیه یکدیگر بر سر قلمروهای ماریجوانا و مواد مخدر شدند و درگیری بین هر دو سازمان با انتقام‌جویی و قتل‌های متوالی ادامه یافت. در این سال‌ها این دو باند تعداد زیادی تیراندازی از ماشین، بمب‌گذاری، ترور، آدم‌ربایی، و تیراندازی خیابانی بر علیه یکدیگر انجام دادند. در اواسط سال ۲۰۱۱، هر دو طرف توافق کردند که جنگ را پایان دهند و صلح کنند.

### نمادها
نمادهای مافیای مکزیکی شامل تصویری از یک دست سیاه است. نماد اصلی این باند، که اغلب در خالکوبی توسط اعضا استفاده می‌شود، نماد ملی مکزیک (عقاب و مار) در بالای دایره ای شعله‌ور بر روی چاقوهای ضربدری است. باندهای خیابانی که با مافیای مکزیکی همسو هستند اغلب از عدد ۱۳ به عنوان شناسه باند استفاده می‌کنند، زیرا حرف "M" سیزدهمین حرف از الفبای مدرن مشتق شده از لاتین است.

## فعالیت‌های مجرمانه
به گفته اداره تحقیقات فدرال، انجمن برادران آریایی برای مافیای مکزیکی قتل‌های قرار دادی انجام داده‌است. مافیای مکزیکی و انجمن برادران آریایی دشمنان متقابل Norteños و باندهای آفریقایی-آمریکایی خانوادهٔ گوریل سیاه و دی سی واشینگتن هستند. حتی با وجود اینکه همجنس گرایان از ورود به La eMe منع شده‌اند، این باند در سیستم زندان به شدت درگیر فحشا و همجنس‌گرایی هستند. بسیاری از قتل‌های سطح خیابان در منطقه هایلند پارک لس‌آنجلس که توسط باند Avenues انجام شد، به دستور مافیای مکزیکی انجام شد.
مافیای مکزیکی در داخل و خارج از سیستم زندان درگیر انواع فعالیت‌های مجرمانه است، اما منبع اصلی درآمد آن اخاذی از توزیع کنندگان مواد مخدر در خارج از زندان و توزیع انواع مواد مخدر در داخل و خارج از سیستم زندان است. در سال ۱۹۹۲، نمونه ای از نفوذ و قدرت La Eme بر Sureños برای مجریان قانون آشکار شد. جو «پگل» مورگان، یکی از رهبران برجسته مافیای مکزیکی، دستور داد که دیگر تیراندازی و خشونت توسط Sureños صورت نگیرد. بین آوریل، زمانی که فرمان اعلام شد، و سپتامبر ۱۹۹۲ هیچ تیراندازی در شرق لس‌آنجلس، منطقه‌ای که به خاطر خشونت و دور زدن خودروها بدنام بود، رخ نداد.